# تشلفنت ست بتر (باكينجهامشير)
تشلفنت ست بتر (بالإنجليزية: Chalfont St Peter)‏ هي قرية وأبرشية مدنية تقع في المملكة المتحدة في إنجلترا. يقدر عدد سكانها بـ 12,766 نسمة .